# Ulrichskreuz

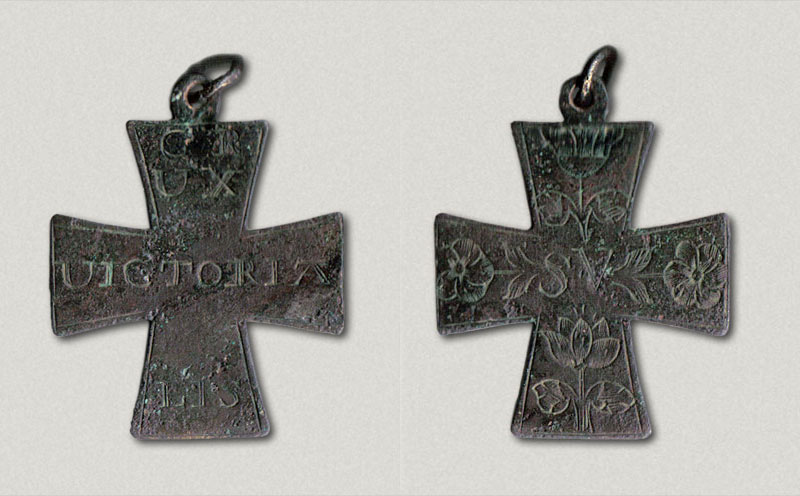
Nachbildung des Ulrichskreuzes aus dem 16. Jahrhundert; Aufschrift: CRVX VICTORIALIS – S[ANCTI] V[DALRICI]

Das Ulrichskreuz (lateinisch Crux Victorialis Sancti Udalrici, Siegeskreuz des hl. Ulrich) ist eine kostbar gefasste Kreuzreliquie in der Augsburger Heiltumskammer, die mit Ulrich von Augsburg und der Schlacht auf dem Lechfeld bei Augsburg in Verbindung gebracht wird. In der frühen Neuzeit war sie in zahllosen Nachbildungen sowie als militärisches Ehrenzeichen verbreitet und wurde auch zum heraldischen Symbol Ulrichskreuz. Das Ulrichskreuz hat die Form eines griechischen Kreuzes mit sich geradlinig verbreiternden Hasten (Sonderform des Tatzenkreuzes).

## Geschichte

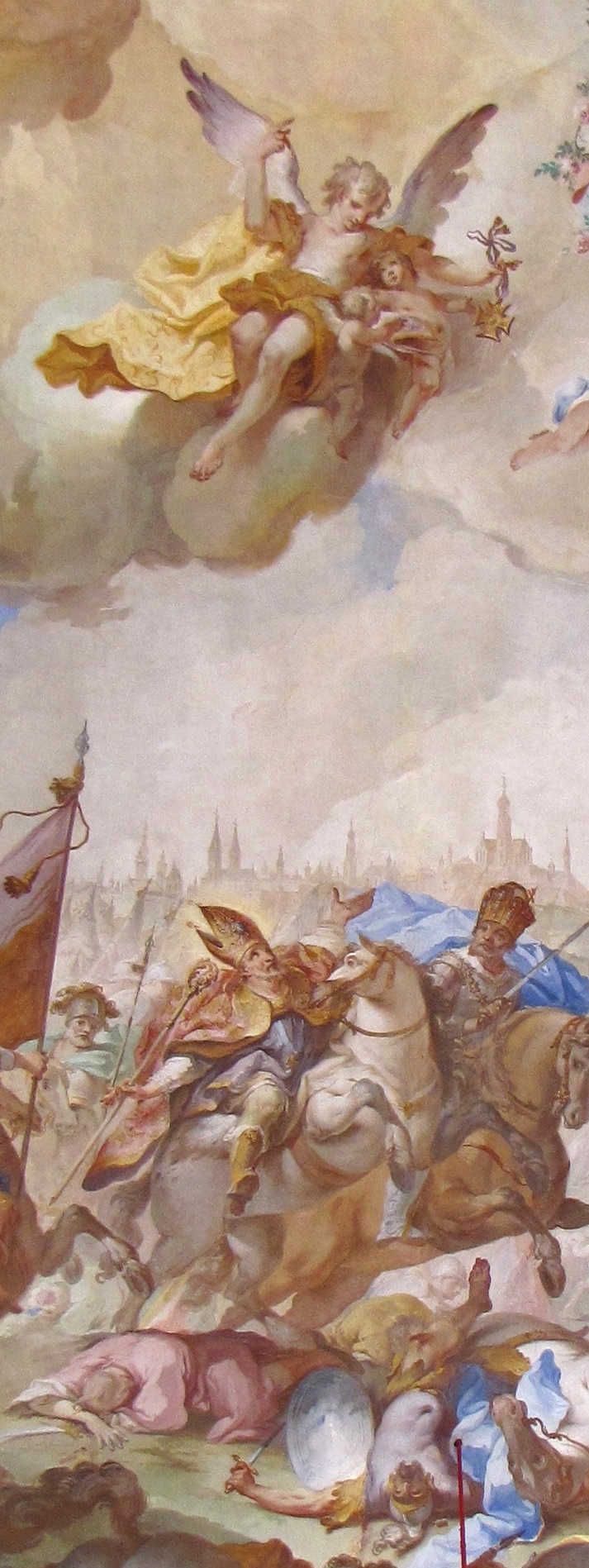
Balthasar Riepp: Überreichung des Siegeskreuzes bei der Schlacht auf dem Lechfeld, Deckengemälde in der Pfarrkirche St. Ulrich (Seeg), 1744 (Ausschnitt)

Der Legende nach soll dem heiligen Ulrich während der Lechfeldschlacht von einem Engel ein Kreuz dargereicht oder gezeigt worden sein, das er, wie Konstantin der Große vor der Schlacht an der Milvischen Brücke, als ein Siegeszeichen deutete: „zuo ainem zaichen vnd gewißhait der kuenfftigen ueberwindtnuß wider die feind.“ So soll er während des Schlachtverlaufs das Kreuz hochgehalten haben, um den kämpfenden Soldaten Mut und Siegeszuversicht zu geben. Daher wurde, mit Gottes Hilfe, wie die Legende berichtet, die Schlacht gewonnen.
Die Ulrichskreuz-Reliquie ist ein kleines, aus drei Teilen zusammengefügtes Holzkreuz. Es könnte vom hl. Ulrich als Partikel des Kreuzes Christi aus Rom mitgebracht und in seinem Brustkreuz getragen worden sein. Die Verbindung mit der Lechfeldschlacht ist erst ab dem 15. Jahrhundert bezeugt. Danach soll Ulrich das Kreuz vor oder während der Schlacht von einem Engel empfangen und in der Schlacht auf der Brust getragen haben, was ihm Schutz vor den Pfeilen und Steinen der Feinde gab, während er sonst unbewaffnet und ohne Rüstung war. Auch habe er es emporgehalten, um die Kämpfenden zu ermutigen. 
Um 1320 ist dieses Brustkreuz mit Silberblech gesichert worden. So wurde es 1494 von den Augsburger Goldschmieden Nikolaus und Georg Seld in ein mit Gold und Edelsteinen geschmücktes Reliquiar in der Form eines griechischen Kreuzes eingefügt. Heute wird das Ulrichskreuz in der Heiltumskammer in Augsburg aufbewahrt.
Das Ulrichskreuz fand im späten Mittelalter und in der frühen Neuzeit als Amulett und Wallfahrtsmitbringsel aus Augsburg, auch mit teufelsbeschwörenden Sprüchen, im gesamten süddeutschen Raum und im Elsass starke Verbreitung. Dies zeigt auch der Fund des Schelklinger Kreuzanhängers im Jahr 1992 im Schelklinger Hohlen Felsen bei Schelklingen. Es wurde auch Schutzmittel mit dem Zachariassegen und dem Benediktussegen verbunden. In der Form eines Tatzenkreuzes ist das Ulrichskreuz als Brustkreuz zum Schutz wie ein Talisman, als Schmuck, eventuell auch als Ehrenzeichen von Soldaten der Kavallerie getragen worden. Das Kreuz war meist mit unterschiedlichen Darstellungen geschmückt. Eine einheitliche Gestaltung konnte sich nie durchsetzen. Allgemein zeigte es Kaiser Otto im Augenblick des Sieges und bzw. oder Bischof Ulrich im Moment der  Kreuzübergabe durch Engel, die Schlacht oder andere florale oder arabeske Motive. Des Weiteren ehrt das Bistum Augsburg mit dem Ulrichkreuz verdiente Laien und gibt Ulrichskreuze in Gedenkjahren heraus. Aber das Ulrichskreuz ist nicht einer einzelnen Organisation vorbehalten. So brachte Aindling eine Medaille für den Lechrain Volksmarsch Aindling von 1971 und 1972 in Form des Ulrichskreuzes heraus.
Die Form dieses Kreuzes wurde in der Heraldik übernommen und ist Teil verschiedener Ortswappen.
Der Augsburger Stadtpfarrer Joseph Maria Friesenegger (1855–1937) erwarb und katalogisierte ab 1887 mehr als 500 Ulrichskreuze.
Zur Tausendjahrfeier der Schlacht feierte das Bistum Augsburg im sogenannten Ulrichjahr vom 2. bis 11. Juli 1955 eine Festwoche, die vor allem von der Abendländischen Bewegung geprägt war. Dabei wurde die identitätsstiftende Wirkung der Schlacht und die Bedeutung des Ulrichskreuzes als Symbol eines christlich-abendländischen Deutschland betont. Die deutsche Bundespost brachte zu dem Anlass eine Sonderbriefmarke heraus, auf der allerdings das Ulrichskreuz, wohl um eine Verwechslung mit dem Eisernen Kreuz zu vermeiden, nicht abgebildet war.